# Vragen staat vrij
Vragen staat vrij was een Vlaams radioprogramma dat van 1969 tot 2011 onafgebroken op Radio 2 te beluisteren viel. Hiermee was het samen met het radiojournaal, Opera en Belcanto en Het Schurend Scharniertje een van de langst lopende radioprogramma's in Vlaanderen, alsook in Europa.

## Concept
Vragen staat vrij was een verzoekprogramma dat elke zondagavond werd uitgezonden. Luisteraars kregen de mogelijkheid om per brief een muzikaal nummer aan te vragen voor een speciale gelegenheid.

## Geschiedenis

### Lutgart Simoens
Het programma werd jarenlang gepresenteerd door Lutgart Simoens. Simoens las de ingezonden brieven voor en vertelde ook regelmatig iets over de artiest achter het nummer dat ze draaide. Iedere uitzending sloot ze af met een nachtzoen. Omdat ze zoveel brieven van luisteraars met verzoeknummers kreeg, las ze elke brief op voorhand en duidde de fragmenten aan die ze tijdens de uitzending zou voorlezen. Er konden slechts 200 brieven en 43 plaatjes in één uitzending. Mensen schreven om de meest uiteenlopende redenen: huwelijksaanzoeken, begrafenissen, verjaardagen of gewoon om een specifiek liedje te horen. Ook veel oud-soldaten wilden graag eens iets terughoren uit nostalgie aan hun diensttijd. Simoens leefde zich erg in de verhalen en bewaarde de meest ontroerende en grappige brieven in een valiesje.
Het programma was zo populair dat volgens Simoens 11% van de brieven uit Nederland kwam. Vragen staat vrij werd ook op de Wereldomroep uitgezonden.

### Na Simoens
Simoens bleef het gezicht en de stem van het programma van 1969 tot haar pensioen in 1993. Op 30 mei 1993 nam ze met de 1.263ste uitzending van het programma afscheid van haar publiek. Vervolgens werd ze tijdens een speciale afscheidsshow op 24 juni 1993 in de Antwerpse Bourlaschouwburg nog eens in de bloemetjes gezet.
Daarna nam Christel Van Dyck de presentatie over. In 2000 werd ze vervangen door Kim Debrie. Op 15 mei 2005, ter gelegenheid van 75 jaar Vlaamse radio, presenteerde Simoens eenmalig samen met Debrie Vragen staat vrij als duo. Andere presentatoren die af en toe Vragen staat vrij voor hun rekening namen waren Jos Baudewijn en Conny De Boos.
Vragen staat vrij werd op 30 augustus 2011 haast geruisloos afgevoerd en vervangen door Al wat je lief is, een thematisch identiek programma, nog steeds gepresenteerd door Kim Debrie.

## Muziek
De muzikale samenstelling was in handen van Etienne Smet. De herkenningsmelodie van het programma was At the Woodchopper's Ball, in een cover van Hugo Montenegro. Deze tune was door Simoens zelf gekozen.
Er zijn de voorbije jaren ook enkele verzamel-elpees en cd's met muziek die in het programma veelvuldig aangevraagd werd uitgebracht.